# Ермошкино (Чувашия)
Ермо́шкино (чув. Ярмушка) — деревня в Вурнарском районе Чувашской Республики. Административный центр Ермошкинского сельского поселения.

## География
Находится в центральной части Чувашии, на расстоянии приблизительно 17 км на север по прямой от районного центра поселка Вурнары на правобережье речки Абасирма.

## История
Известна с 1795 года как выселок села Альменево с 25 дворами. В 1859 году было учтено 53 двора, 283 жителя, в 1897 − 373 жителя, в 1906 — 96 дворов, 425 жителей, в 1926—121 двор, 489 жителей, в 1939—549 жителей, в 1979—459. В 2002 году было 126 дворов, в 2010—114 домохозяйств. В 1930 образован колхоз «Калинин», в 2010 действовало ООО «Агрофирма «Гвардеец».

## Население
Постоянное население составляло 424 человека (чуваши 98 %) в 2002 году, 324 в 2010.